# أوديلون ريدون
أوديلون ريدون (22 أبريل 1840 – 6 يوليو 1916) رسام رمزي وطباع فرنسي، وُلد في بوردو، أكيتين، فرنسا.

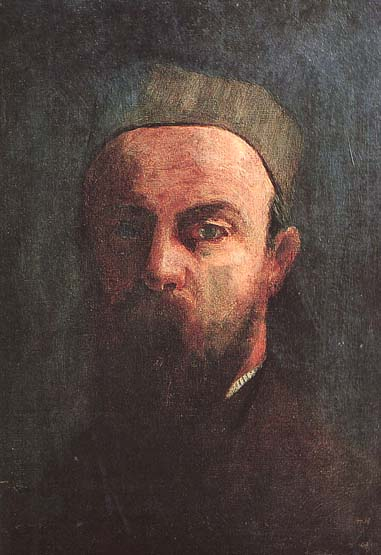
بورتريه ذاتي، 1880، متحف أورسيه.

بدأ ريدون الرسم منذ طفولته المبكرة، وحصل على جائزة في الرسم بعمر 10 سنوات أثناء المدرسة. وفي سن 15 عامًا بدأ دراسة الرسم بشكل رسمي لكنه تحول لاحقًا إلى دراسة العمارة بناءً على نصيحة والده. إلا أن فشله في اجتياز امتحانات القبول في مدرسة الفنون الجميلة في باريس أنهى طموحه كمهندس معماري، رغم أنه درس لاحقًا تحت إشراف جان ليون جيروم.
عاد إلى بوردو وبدأ ممارسة النحت، كما تعلم فنون النقش والطباعة الحجرية على يد رودولف بريسن. توقفت مسيرته الفنية مؤقتًا في حرب فرنسا وبروسيا عام 1870 حين التحق بالجيش.
مع نهاية الحرب، انتقل إلى باريس وركز على استخدام الفحم والطباعة الحجرية. ولم يحصل على اعتراف واسع بأعماله حتى عام 1878 عندما نشر عمله "روح المياه"، وأصدر أول ألبوم من الرسوم الحجرية بعنوان في الحلم عام 1879. ومع ذلك، ظل غير معروف حتى صدور الرواية الرمزية ضد الطبيعة لـجوريس كارل هويسمان عام 1884، والتي تناولت شخصية نبيل منحط يعشق رسوم ريدون.
بدأ ريدون في تسعينيات القرن التاسع عشر استخدام الألوان الزيتية والبسط، والتي أصبحت جزءًا كبيرًا من أعماله اللاحقة. وفي عام 1899، عرض أعماله مع مجموعة النابيس في معرض دوراند ريل. حصل على وسام جوقة الشرف عام 1903، وزادت شعبيته مع نشر كتالوج شامل لأعماله في النقش والطباعة الحجرية بواسطة أندريه ميليريو عام 1913. كما مُنح أكبر تمثيل فردي له في معرض نيويورك أرموري شو بنفس العام.
في عام 2005، أطلق متحف الفن الحديث في نيويورك معرضًا بعنوان "ما وراء المرئي"، مستعرضًا أكثر من 100 عمل فني من لوحات ورسومات وكتب.

## أعمال مختارة

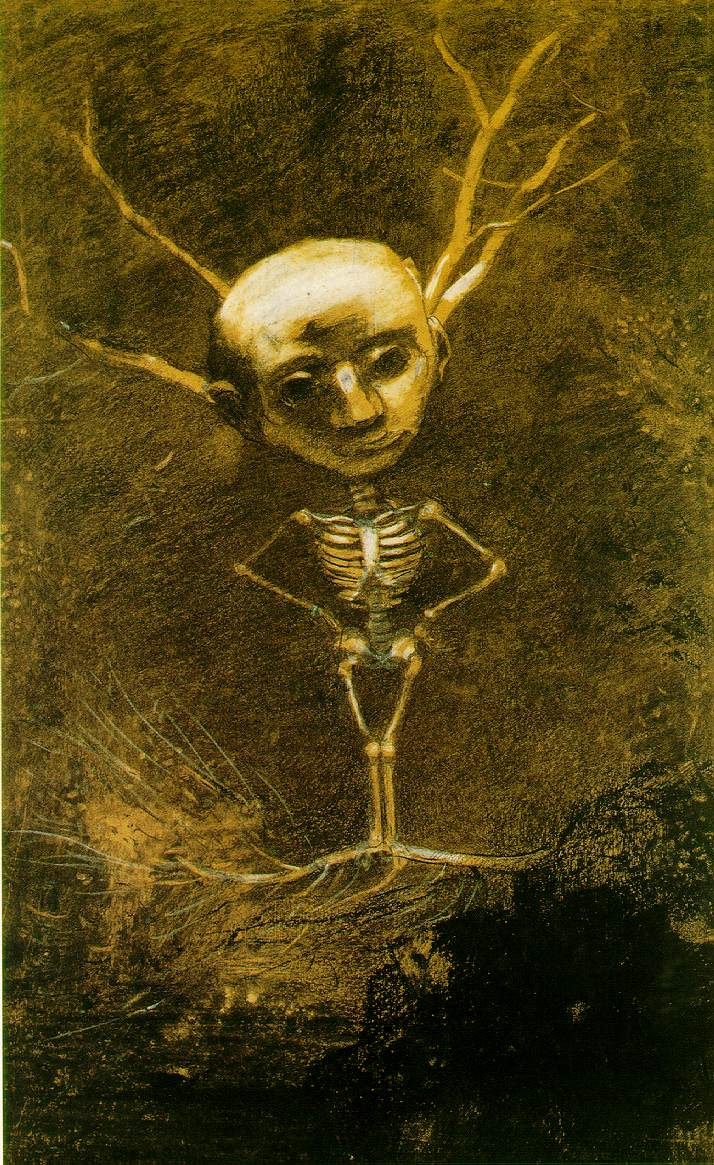
روح الغابة، 1880.
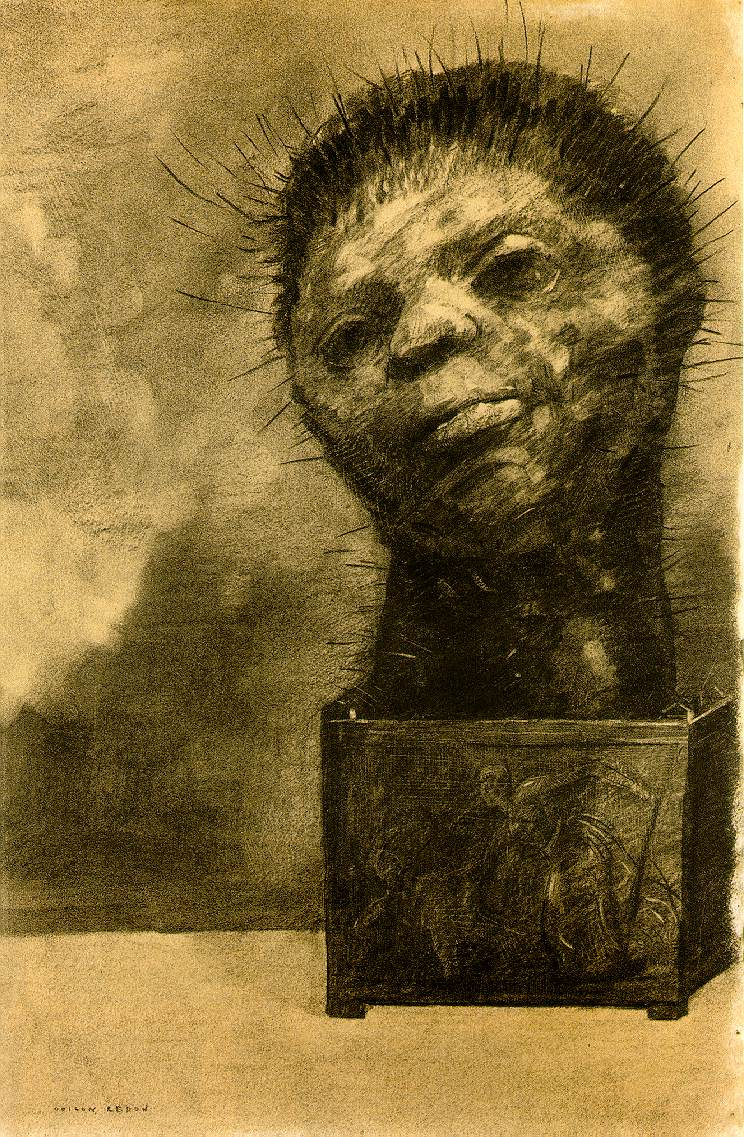
رجل الصبار، 1881.
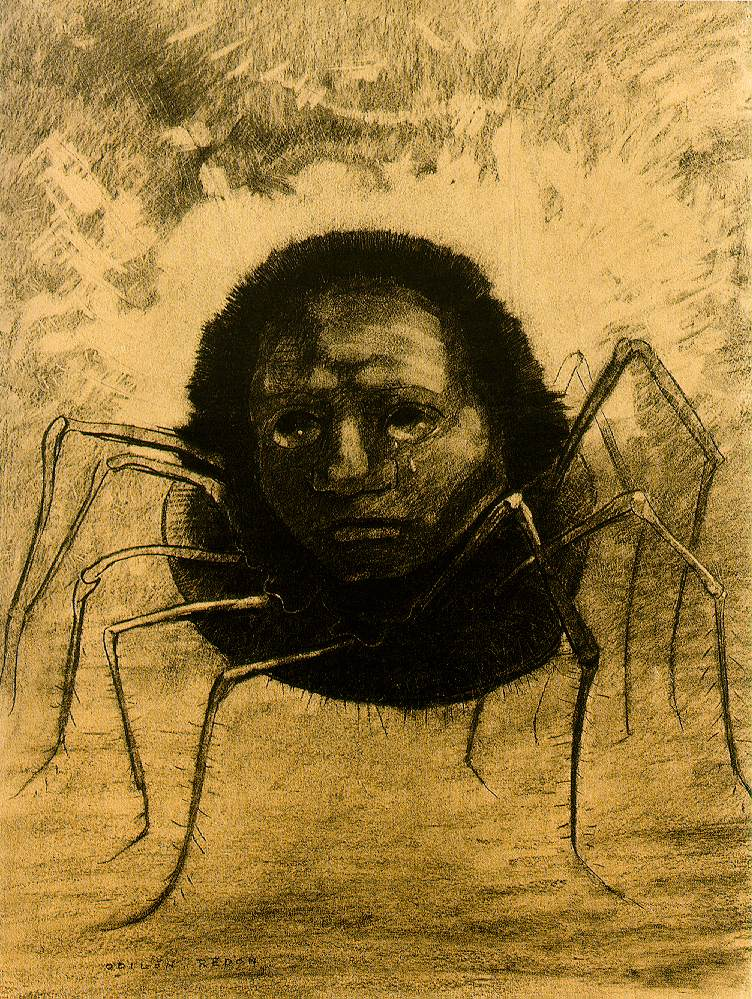
العنكبوت الباكي، 1881.
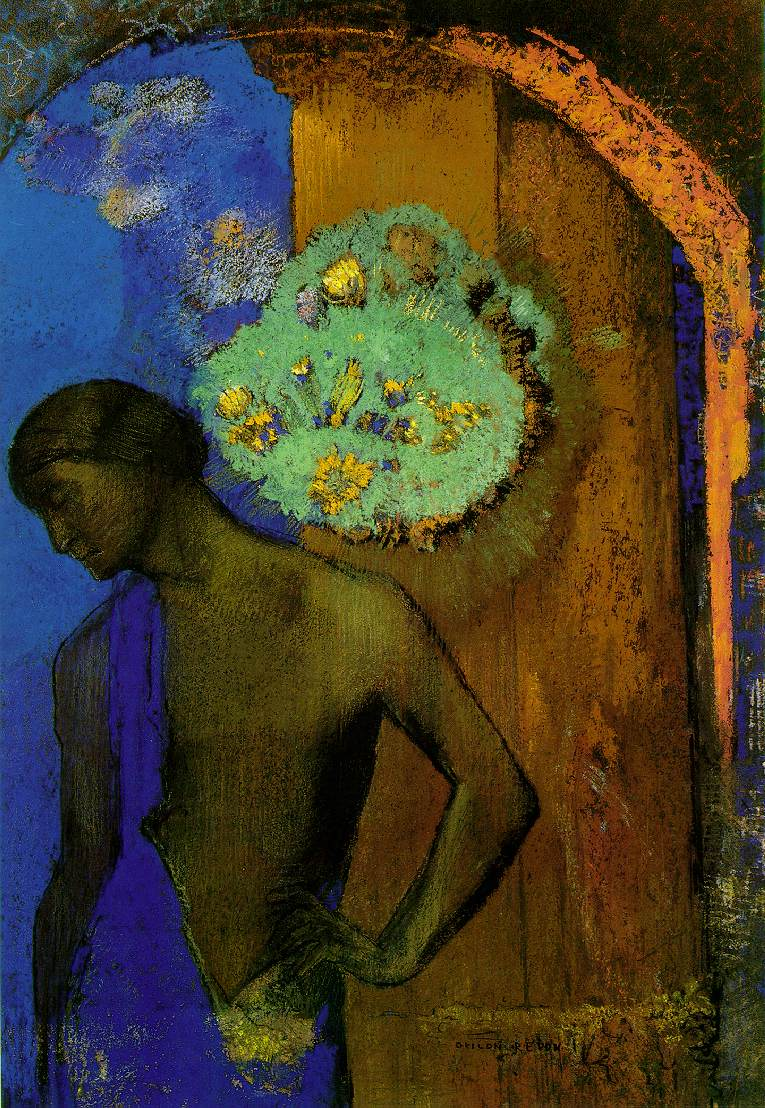
القديس يوحنا، 1892.
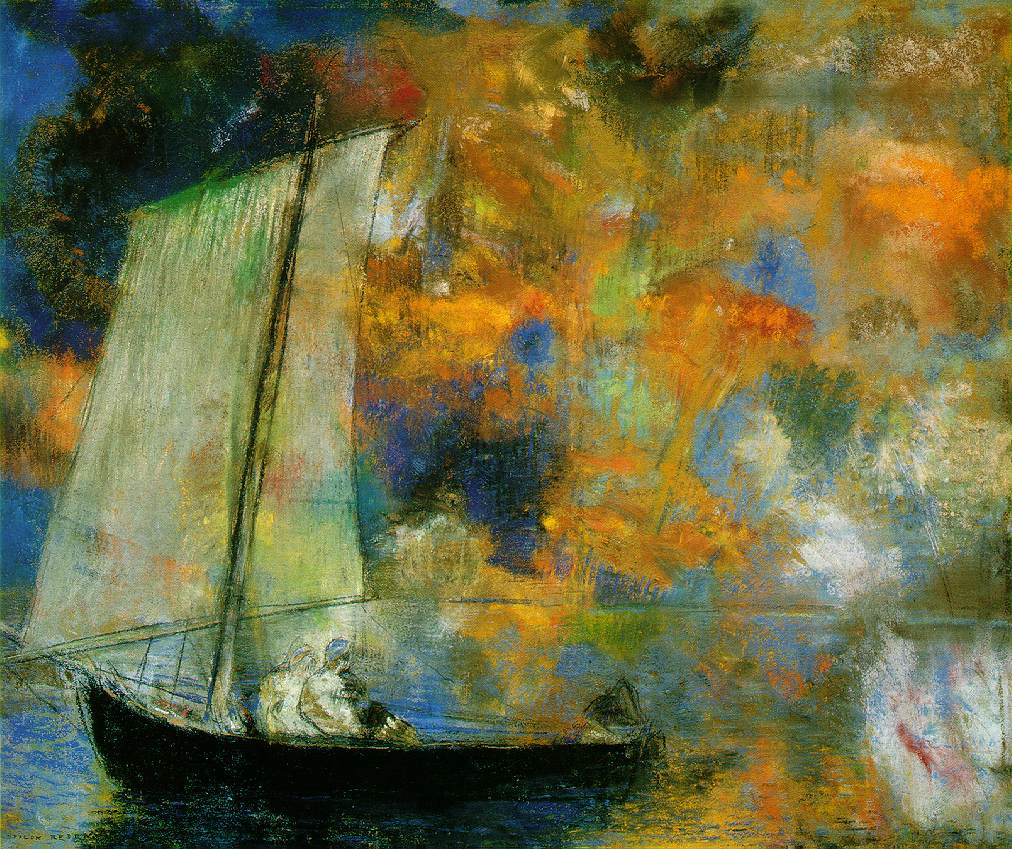
غيوم الزهور، 1903، معهد الفن في شيكاغو.
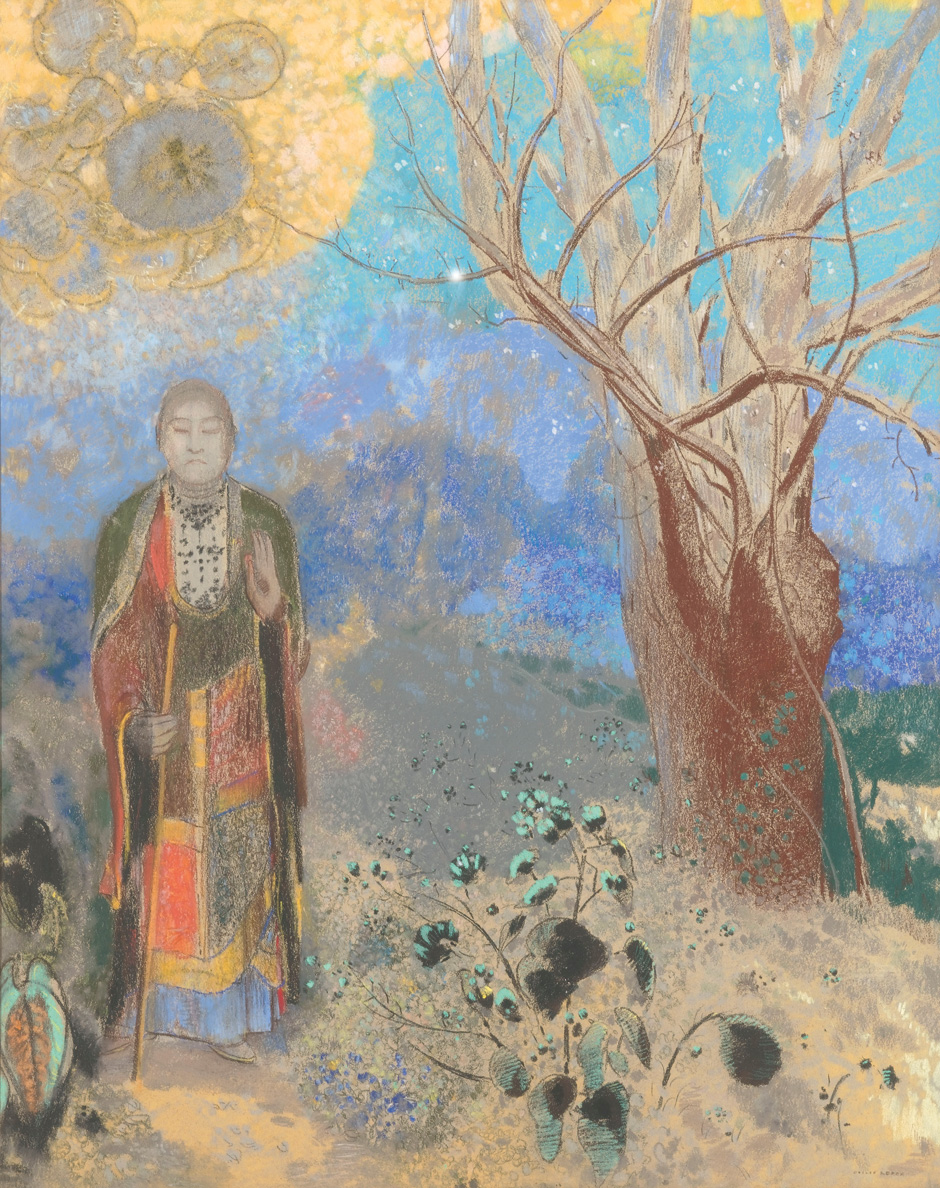
بوذا، 1904.
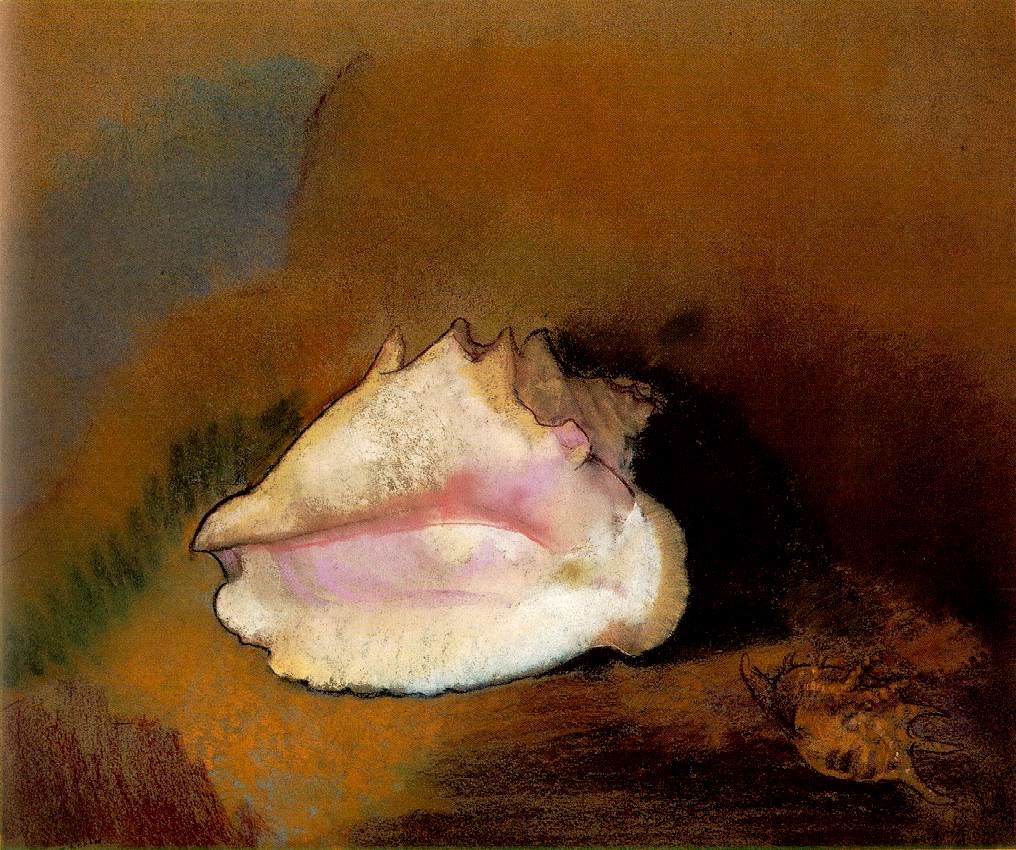
الصدفة، 1912.
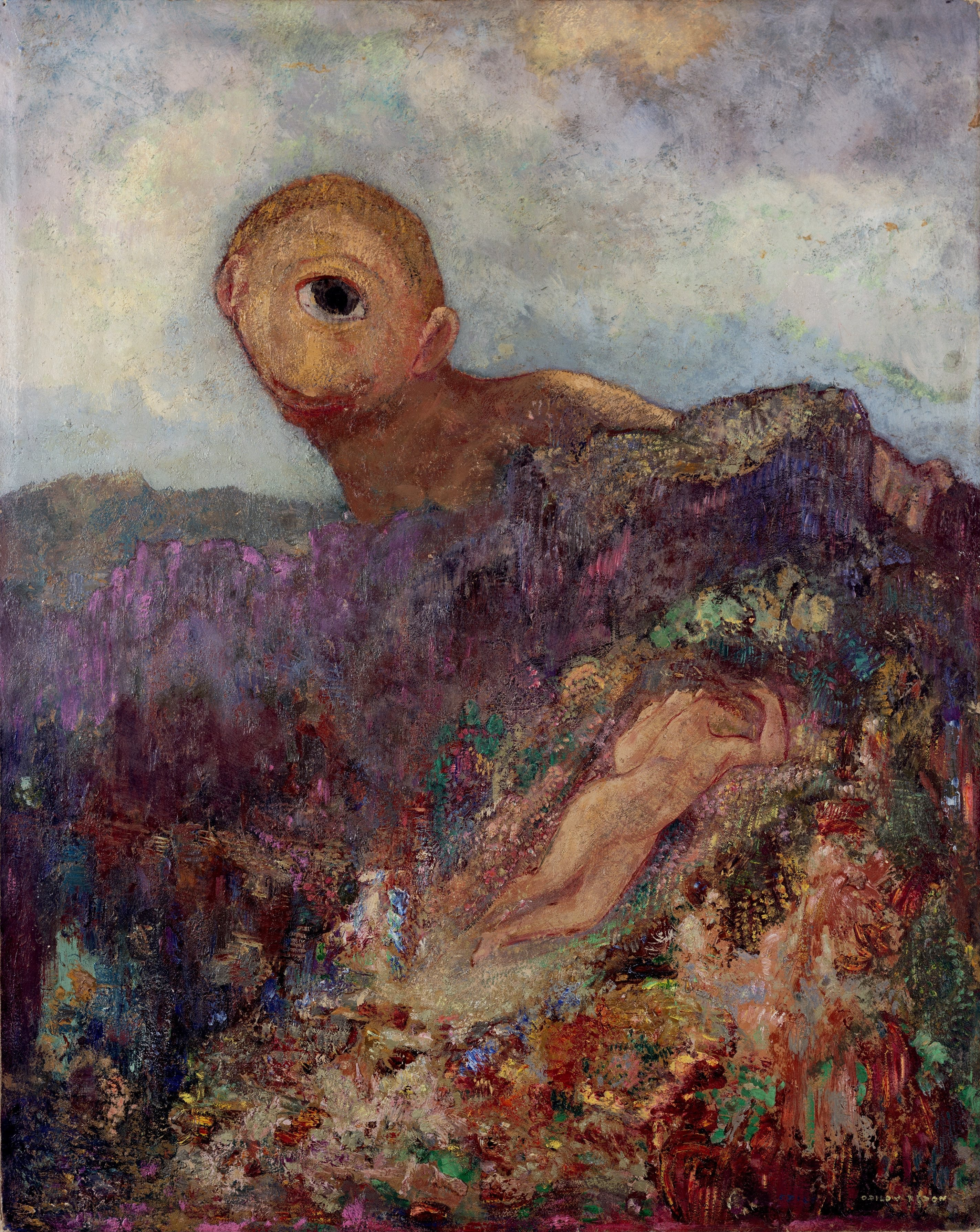
السيكلوب، 1914، متحف كرولر-مولر، هولندا.

## روابط خارجية
- أعمال أو نبذة عن أوديلون ريدون على أرشيف الإنترنت
- odilonredon.net – Online biography and pictures of Odilon Redon
- Artcyclopedia – Links to Redon's works
- The Athenaeum نسخة محفوظة 21 February 2014 على موقع واي باك مشين. – Extensive list and images of Redon's works
- Museum Syndicate – Odilon Redon Gallery at Museum Syndicate
- Web Museum – Biography and images of Redon's works
- أوديلون ريدون على متحف الفن الحديث (نيويورك)
- MoMA Exhibition – "Beyond the Visible – The Art of Odilon Redon" – MoMA exhibition (October 2005 – January 2006)
- Kunstmuseum Den Haag – Site with 322 prints by Odilon Redon
- odilon.chez.com – Timeline of Redon's life
- Redon's Cats
- Exhibition catalogue, Odilon Redon: Vision and Sight, Jill Newhouse Gallery, 4 - 26 May 2023